# بازی هرم
بازی هرم (کره‌ای: 피라미드 게임؛ انگلیسی: Pyramid Game) یک مجموعه تلویزیونی کره جنوبی در سال ۲۰۲۴ ساخته شده توسط لی جه گیو، به نویسندگی چوی سو یی، به کارگردانی پارک سو یون و با بازی بونا، جانگ دا آه، ریو دا این، شین سول کی و کانگ نا اون است. این مجموعه بر پایه وب‌تونی با همین نام اثر دال‌گونیاک است و داستان دبیرستانی دخترانه را روایت می‌کند که در آن از نظرسنجی مربوط به محبوبیت برای دانش آموزان کلاس استفاده می‌شود و کسی که در صدر قرار بگیرد، مورد خشونت واقع می‌شود. بازی هرم از ۲۹ فوریه تا ۲۱ مارس ۲۰۲۴، پنجشنبه‌ها ساعت ۱۲:۰۰ (کی‌اس‌تی) از تیوینگ پخش شد. این مجموعه همچنین برای استریم در پارامونت پلاس در مناطق منتخب قابل دسترسی است.

## بازیگران

### اصلی
- بونا در نقش سونگ سو جی[۵]
- جانگ دا آه در نقش بک ها رین[۶]
- ریو دا این در نقش میونگ جا اون[۷]
- شین سول کی در نقش سو دو آه[۸]
- کانگ نا اون در نقش ایم یه ریم[۹]
- ها یول ری در نقش بانگ وو یی
- هوانگ هیون جونگ در نقش کیم دا یون
- اوه سه اون در نقش سونگ جه هیونگ
- جونگ ها دام در نقش گو اون بیول
- چوی سونگ وون در نقش ایم جو هیونگ
- آن جی هه در نقش یون نا هی